# ナトゥ・ラ峠

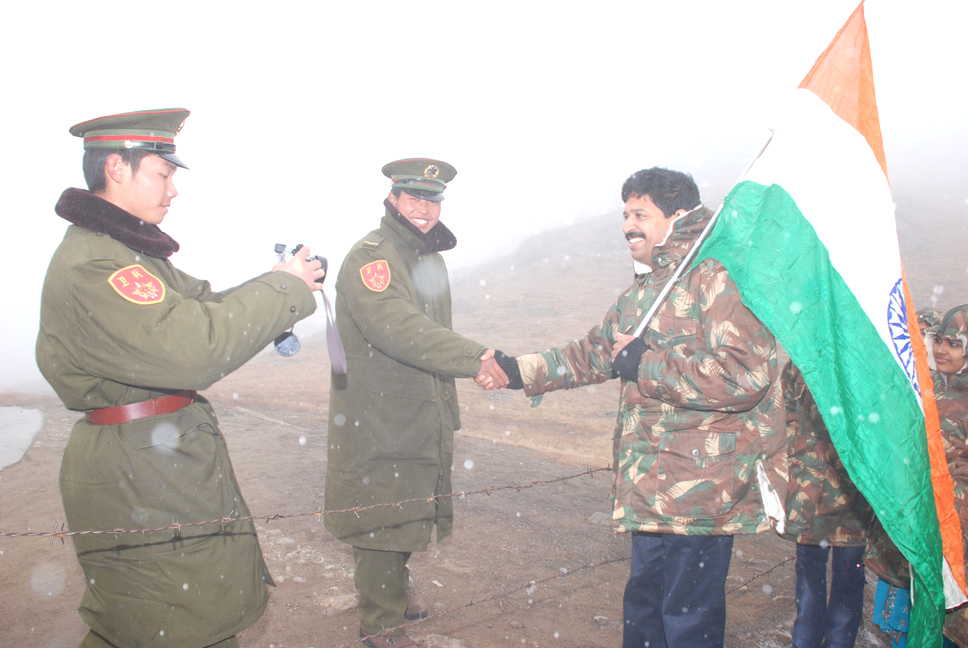
人民解放軍の士官と握手をするゴーピーナート・ムトゥカド（2007年12月）

ナトゥ・ラ峠（ナトゥ・ラとうげ、Nathu La）はインドのシッキムと中華人民共和国のチベット自治区を結ぶ峠である。ナトゥ・ラ峠の海抜は4545m。
中国のチベット自治区ラサ市から約340km、インドのコルカタからは約540km、ガントクの中心街から約23km、最寄りの鉄道駅となるシリグリのシリグリジャンクション駅からは約85kmの位置にある（上記はいずれも直線での距離）。
ナトゥ・ラ峠はシルクロードの南ルートの一部であった。インド側からは、ヒンズー教徒がシッキム州から聖地であるカイラス山へ巡礼に向かうルートになっている。
中印国境紛争により1962年から閉じられていた。その後、2006年7月から通行が可能となり、毎年4月から10月の間のみ通行が可能となっていたがその後再び閉鎖。近年では2015年6月22日に解放されたが、2017年6月、武力衝突が再開され再び閉鎖されている。